# Mercedes Richards
Mercedes Tharam Davis (Kingston, 14 de mayo de 1955 - Hershey, 3 de febrero de 2016), también conocida como Mercedes T. Richards (apellido de casada), fue una catedrática jamaiquina de astronomía y astrofísica. Su investigación se centraba en la astrofísica computacional, la astrofísica estelar, los exoplanetas y las enanas marrones y la física dinámica de los sistemas de estrellas binarias. No obstante, era más conocida por su trabajo relacionado con la tomografía de sistemas de estrellas binarias interactivas y estrellas variables cataclísmicas, una investigación pionera en el campo. Concretamente, utilizó la tomografía para predecir la actividad magnética y simular los flujos de gases en estos sistemas.
En 1977 se licenció en física en la Universidad de las Antillas. Después se mudó a Toronto donde, dos años más tarde, obtuvo el Máster en Astronomía en la Universidad de York y el Doctorado en Astronomía y Astrofísica en la Universidad de Toronto.
Trabajó como presidenta de la Comisión 42 de la Unión Astronómica Internacional (UAI) que se encargaba de las estrellas binarias cercanas, fue miembro de la junta de asesores del Caribbean Institute of Astronomy y, también, consejera de la Sociedad Astronómica Estadounidense.
Colaboró en diferentes proyectos para acercar la ciencia a la sociedad, como el Summer Experience en el Eberly College of Science en 2006. Este era un programa de investigación de verano que duraba 6 semanas y que pretendía hacer que los estudiantes de secundaria que tenían pocos recursos pudieran entrar en contacto con la investigación científica.

## Biografía

### Infancia
Richards nació en Kingston, Jamaica, el 14 de mayo de 1955. Allí, en un barrio residencial de la ciudad, creció junto a su padre, Frank Davis, un policía que le enseñó lo importante que eran la observación y la deducción, su madre, Phyllis Davis, una contable de la que aprendió a hacer el trabajo con precisión y sus dos hermanos.
Su padre la llevaba por la mañana a un jardín botánico y ambos observaban la naturaleza. Él le enseñó a diferencias las tonalidades de las plantas, una instrucción que más tarde utilizaría para examinar las estrellas:
"Definitivamente, lo que hago no es más que un trabajo de detectives", explica Richards. "Los astrónomos queremos saber qué pasó. Buscamos las pruebas. Debemos descifrarlo todo como si fuéramos científicos forenses del cielo".
Asistió al colegio Providence Primary School, del que se graduó en 1966. Después, asistió al instituto St. Hugh's High School, que era un instituto segregado por género del que se graduó en 1973. Tener profesoras durante esta época le sirvió como impulso en sus aspiraciones, puesto que para ella eran modelos a seguir.

### Inicios académicos
Richards se licenció en física con Matrícula de Honor en 1977 en la Universidad de las Antillas, pero continuó sus estudios. En 1979, consiguió el Máster en Astronomía que ofertaba la Universidad de York. Fue persistente con sus objetivos, lo que le ayudó más tarde durante su período en la escuela de posgrado de la Universidad de Toronto, ya que era una época en la que los profesores solían ser duros con las estudiantes, y durante su primer cargo académico en un departamento, puesto que era la única miembro del profesorado. Allí se doctoró en Astronomía y Astrofísica en 1986.

### Vida personal
Se casó en 1980 con Donald Richards, un catedrático de Estadística de la Universidad Estatal de Pensilvania. Tuvieron dos hijas, Chandra y Suzanne.
Aunque no tenía demasiado tiempo libre, disfrutaba leyendo novelas policíacas y escribiendo poesía. Le gustaba tocar el violín y aprobó numerosos exámenes del Royal Schools of Music británico. Dominaba el francés y tenía conocimientos de alemán, español, eslovaco y checo. Además, se preocupaba por las personas con menos recursos y colaboraba frecuentemente con los bancos de comida.

### Carrera profesional
Durante el año escolar 1986-1987, trabajó como profesora visitante en la Universidad de Carolina del Norte. En 1987, se incorporó a la Universidad de Virginia, en Charlottesville, donde comenzó como profesora ayudante en el Departamento de Astronomía. En esta universidad ascendió a profesora en 1993 y llegó a ser catedrática de Astronomía en 1999. Ese mismo año fue miembro del cuerpo docente en el curso internacional de verano del Observatorio Vaticano en Castel Gandolfo. Además, visitó el Institute for Advanced Study en Princeton, Nueva Jersey, en calidad de científica invitada durante el año académico 2000-2001.
En 2002, la contrataron como profesora de Astronomía y Astrofísica en la Universidad Estatal de Pensilvania, donde trabajó durante el resto de su vida. No obstante, también visitó numerosas universidades en ese período, como la de Heidelberg, Alemania, durante el año académico 2013 - 2014.
Estuvo involucrada en una de las decisiones más importantes de los últimos años mientras que era miembro de la UAI: en 2006, esta organización se reunió en Praga y decidió que Plutón dejara de ser un planeta.
Richards fue también la encargada de organizar el simposio de la UAI en Eslovaquia en 2011, que fue el primer encuentro internacional de expertos en el campo de las estrellas binarias. Además, participó en programas en los que se pretendía el enriquecimiento científico de los estudiantes de secundaria de Pensilvania, Maryland, Míchigan, Nueva York, Vermont, Virginia y Toronto.
Trabajó en la dirección de muchas organizaciones astronómicas. Algunos de los cargos que tuvo fueron: miembro de la junta de asesores del Caribbean Institute of Astronomy desde el 2002, consejera de la Sociedad Astronómica Estadounidense desde 2009 hasta 2010 o presidenta de la Comisión 42 de la UAI desde 2012 hasta 2015. Asimismo, formó parte de la organización Eberly College of Science's Climate and Diversity Committee, cuyo propósito era el de crear un ambiente tolerante y acogedor para todos los miembros de la universidad (personal, profesorado, investigadores de posgrado y estudiantes).
Por otra parte, llevó a cabo investigaciones en algunos centros de distintas partes del mundo: en el observatorio Kitt Peak National Observatory de Arizona, en el Observatorio del Teide en Tenerife, en el Observatorio Astronómico Nacional de España en Madrid, los observatorios en Skalnaté y Lomnický štít en Eslovaquia y el Observatorio Astronómico de Sudáfrica en Ciudad del Cabo.
Estaba muy comprometida con la ciencia, por lo que estuvo involucrada en muchos programas para acercarla a toda la sociedad. En 2006, fundó el Summer Experience en el Eberly College of Science junto con la profesora de Química Jacqueline Bortiatynski. Este era un programa de investigación de verano que duraba seis semanas, en el que se pretendía comprometer a estudiantes de secundaria con pocos recursos económicos en el mundo de la investigación científica. También trabajó en Exploration Day, que fue una jornada gratuita en la que toda la familia podía aprender curiosidades sobre astronomía de forma práctica, y en festivales de astronomía como Astrofest y Astronight, destinados a promover la alfabetización científica de la comunidad.
Por otra parte, defendió el papel de las mujeres y de otros grupos minoritarios en los campos de la física y la astronomía.

## Investigación
Los campos en los que se centró su investigación pueden dividirse en tres grupos: astrofísica computacional, astrofísica estelar y exoplanetas y enanas marrones. No obstante, el punto fuerte de la investigación de Richards fue las estrellas binarias. Una estrella binaria es un sistema de dos estrellas que se crearon a la vez y que orbitan alrededor de un centro, pero que maduran de forma diferente.
Por otra parte, Richards fue la primera que utilizó la tomografía en la astronomía, que es una técnica comúnmente utilizada en los campos de la medicina o la arqueología. Sin embargo, la científica la empleó para probar el modelo de flujo de gases que ella misma creó para su tesis doctoral. Utilizaba la tomografía para observar, desde distintas perspectivas, el movimiento del sistema binario en relación con la Tierra, lo que le permitió demostrar cómo se movía el gas entre las estrellas y, además de confirmar la precisión de su modelo, pudo mostrar que la fuerza de la gravedad actúa en las estrellas binarias tal y como lo predecían las leyes de la física. Richards trabajó también con un equipo de científicos rusos para continuar con sus estudios sobre los flujos de gases que hay entre las estrellas binarias.
No solo fue pionera en el uso de esta técnica, sino que también fue la primera en realizar simulaciones hidrodinámicas de las estrellas binarias Algol, en las que la expulsión de gas fluye directamente desde una de las estrellas y golpea la superficie de la otra. Además, desarrolló métodos de correlación para encontrar asociaciones en grandes bases de datos astrofísicas.
En el campo de la astrofísica estelar, Richards fue capaz de crear "películas" tridimensionales de sistemas en los que se produce intercambio de masas, a partir de la investigación exhaustiva de series temporales espectroscópicas y fotométricas de estrellas y otros objetos compactos en una órbita cercana. Este trabajo pudo dar importantes respuestas a cómo se transfiere la masa en las estrellas. Asimismo, llevó a cabo investigaciones sobre la actividad magnética en las estrellas frías y en el Sol y la interferometría óptica que hay entre sistemas cercanos de estrellas binarias interactivas.

## Reconocimientos
En 2005, fue elegida Miembro de Honor de la sociedad nacional de Honor de Phi Eta Sigma en la Universidad Estatal de Pensilvania.
En 2008, fue galardonada con la Medalla de Oro Musgrave. Dicha medalla es el premio académico de mayor importancia que ofrece el Institute of Jamaica a los jamaicanos, no solo para reconocer la labor de los científicos, sino que se otorga también por los logros que se consiguen en el campo del arte y la literatura. Richards fue la 14.ª científica en recibir esta medalla.
En 2009, con motivo del 110.º aniversario del instituto St. Hugh's High School, recibió el premio por su espectacular carrera en los campos de astronomía y astrofísica.
En 2011, el consejo de intercambio internacional de académicos Council for International Exchange of Scholars y la comisión Slovak Fulbright Commission le concedieron el premio Fulbright en investigación académica, lo que le permitió llevar a cabo una investigación sobre las estrellas binarias interactivas en el Instituto Astronómico de Eslovaquia durante el curso académico 2010-2011.
En 2012, fue elegida Miembro de Honor de la sociedad de física Physics Honor Society de Sigma Pi Sigma en el Congreso Cuatrienal de Orlando.
En 2013, fue galardonada con el premio de física del Mes por la American Physical Society.